# Józef Walenty Kalinowski
Józef Walenty Kalinowski herbu Kalinowa (zm. w 1728 roku) – cześnik halicki (1689), chorąży halicki w latach 1715–1726, podstoli bracławski w 1715 roku, rotmistrz królewski, starosta mukarowski.
Był posłem województwa podolskiego na sejm 1722 roku. Poseł ziemi halickiej na sejm 1724 roku.
Wśród posiadłości miał dworek na lubelskim Krakowskim Przedmieściu oraz "nowe miasto zwane Słomiany Rynek" (dzisiejsza Kalinowszczyzna).